# Jabenița, Mureș
Jabenița se află la 6 km est de Reghin și este un sat în comuna Solovăstru din județul Mureș, Transilvania, România. La nord, est și sud este mărginit de coline și munți. Satul se întinde pe ambele maluri ale râului Gurghiu, cu preponderență pe malul drept al acestuia.
De remarcat prezența în imediata vecinătate, la câteva sute de metri de casele satului de pe malul stâng al râului Gurghiu, a Pădurii Mociar, care este o arie protejată de interes național. Pădurea Mociar reprezintă de asemenea o arie naturală de interes științific datorită vârstei multiseculare (400-500 de ani) a stejarilor (Quercus robur 60%) ce alcătuiesc împreună cu arboretul de frasin (Fraxinus excelsior 20%),  carpen (Carpinus betulus 10%) și plop tremurător (Populus tremula10%) (vezi articolul principal al pădurii pentru detalii).

## Date geologice
Din punct de vedere geologic, roca fundamentală o constituie acumularea de sare, în unele locuri foarte aproape de suprafață. Așa se explică concentrația mare de NaCl în apa lacurilor și fântânilor de aici.
Microrelieful vechilor suprafețe cu exploatări de sare, cu numeroase excavații sau surpări, ocupate azi de bălți, mlaștini sau cu vegetație halofită (plantă adaptată condițiilor de viață pe solurile sărate), prezente în sărăturile de la Jabenița, certifică exploatarea antică, la suprafață, a sării în excavații cu diametre cuprinse între 4–15 m, respectiv cu adâncimi de până la 10 m.

## Date geomorfologice
Satul este situat în principal pe dreapta râului Gurghiu pe o terasă afectată de alunecări de teren. În extremitatea nordică a satului, exista pe vremuri o salbă de lacuri și bălți, diferite ca mărime. Lacul numărul patru sau lacul din bălți este cel mai mare dintre acestea, format fiind într-o salină romană. Mergând pe acest drum spre sat, la circa 400 m de această salină se găsește Lacul din Băi. El are forma dreptunghiulară și este aproape paralel cu drumul principal față de care se găsește la o distanța de circa 30 m și la o diferență de nivel de 5 m. Lungimea lui este de 32 m, lățimea de 31 m, suprafața de aprox 1.000 m² și adâncimea actuală de 14 m.
Drumul de acces este asfaltat, iar la 50 m de lac se află râul Gurghiu, bogat în păstrăvi, lipani, cleni, mrene (umbrene în limba locului), grindei (porcoleți), raci și țipari, fiind un râu ideal pentru pescuitul sportiv.
Lacul constituie un punct de atracție pentru turiști și pentru locuitorii din împrejurimi. Lucrările de modernizare și amenajare efectuate aici făcându-l accesibil tuturor atât ca loc pentru recreere, cât și ca bază de tratament.

### Proprietățile curative ale apelor sărate de la Jabenița
Apa lacului sărat de la Jabenița are proprietăți curative importante, o multitudine de boli pot fi tratate în apele sale: reumatism cronic, gută, artrită, nevralgii de diverse forme, sciatică, resorbție a exsudatelor vechi pleurale, rahitism, scrofuloză precum și unele maladii caracteristice femeilor.

## Aspectul morfologic al satului
Satul Jabenița ocupă albia majoră din dreapta râului Gurghiu, cu o altitudine medie de 398 m, înclinată de la est la vest.
El este așezat longitudinal între:  
- la nord-vest dealul Piculeu (525 m) (în numire locală dealul Ciculeu)
- la nord-nord-est dealul Sânioara  (754,8 m)
- la sud-est dealul Orșovei (în numire locală Orșuei)
- la sud dealurile Pădurii Mociar
- la est este deschiderea văii Gurghiului înspre orașul Gurghiu

## Lacul
Din informațiile culese de la localnicii care au lucrat la amenajarea lacului pentru ștrand și la podirea lui (amenajare de platforme din lemn, atât sub apă cât și în jurul acestuia), lacul avea 70 m adâncime. Această adâncime pare să fi fost mult redusă în timpul celui de-al doilea război mondial din cauza multor obiecte și materiale aruncate în lac. Bârnele despărțitoare și podelele (podină în limbajul local) îmbibate bine cu apă și îngreunate de mâlurile spălate de ploi și de diferite obiecte de pe fund, cu timpul, s-au scufundat la fundul lacului sau în pământ pe malurile acestuia.
Lacul s-a format prin prăbușirea unei saline deschise și exploatate de romani. Deși pe verticală formațiunile se compun din pietrișuri, marne cenușii sărate și din sare, nivelul superior al lacului se află în marne. Aceasta se explică prin faptul că cu prilejul deschiderii salinei, stratul de pietriș și parțial cel de marne a fost înlăturat pe lungimea lacului pe o adâncime ce variază între 1,1 și 5,2 m.
Terenul din vestul și mai ales din sudul lacului este destul de bine nivelat și extins. El are 25.500 m² cu posibilități de extindere spre est cu încă 24.000 m² (vezi planul de situare al lacului), are aspect de parc ușor umbrit de copaci înalți: stejari, brazi, castani și salcâmi.

## Băile Sărate Jabenița
Băile Sărate Jabenița (Görgénysóakna, Ocna Sărată Gurghiu până în 1938) este o stațiune balneară de tratament cu vechi tradiții, înființată în jurul anului 1800 (în același timp cu stațiunea Sovata), foarte apreciată datorită apelor sale și nămolului de foarte bună calitate.
Situat într-o depresiune bogată în zăcăminte de sare, încă din cele mai vechi timpuri, locuitorii se ocupau cu exploatarea acestui zăcământ. În timpul ocupației romane au fost construite câteva mine de sare și exploatate. După plecarea romanilor, în urma surpării unei mine, s-a format un lac cu apa sărată cu o suprafață de aproximativ 1.000 m² și 60–70 m adâncime.
Apa sărată a fost folosită de generații întregi în tratarea bolilor reumatismale. În timpul Imperiului austro-ungar, pe o suprafață de aproximativ 1 ha în vecinătatea lacului a fost amenajată o mică stațiune balneo-climaterică cu un standard înalt, fiind destinată numai nobilimii. Jumătate din lac a fost podit în interior cu lemn, în două trepte de adâncime, pentru bătrâni și copii, mai puțin cealaltă jumătate care era destinată înotătorilor. Datorită proprietăților terapeutice deosebite ale nămolului, acesta era solicitat periodic de către unele stațiuni din Austria și Ungaria.
Apele minerale sărate-iodurate, folosite sub forma de băi, au un efect complex datorita acțiunii concomitente a celor trei factori: termic, mecanic și chimic.
Sarea se obține în stațiune direct din apele minerale prin evaporare la încălzire sau prin extragere din malurile abrupte existente lângă micro-stațiune. Folosirea ei se face sub forma de comprese, cataplasme, în special pe abdomen. Se diluează 25 g sare într-un litru de apă. Pentru băile parțiale, concentrația este de un kilogram de sare la litru, iar pentru băile generale 1–2 kg sare. Sarea se găsește sub forma de stâncă pe malurile răului chiar lângă microstațiune.
Factorii naturali secundari de cură ai stațiunii sunt reprezentați de mediul înconjurător, care prin peisajul pitoresc și prin împrejurimile sale, cu dealuri acoperite de păduri de stejari seculari (Pădurea Mociar), dar și prin zona care constituie un loc de plimbare, de relaxare și de pescuit pentru turiștii veniți la odihna sau tratament. Aerul puternic ozonat, purificat de vegetația bogată a zonei submontane și pădurii din apropiere, coloritul bogat, umbra și răcoarea din timpul verii, fac din micro-stațiune principala zonă de atracție și agrement din zonă.
În prezent Băile Jabenița sunt recunoscute ca fiind foarte benefice de către locuitorii din regiunea învecinată satului Jabenița și în orașul Reghin. Această recunoaștere se datorează apei sărate și nămolului care sunt foarte bune în tratamentul reumatismului și a bolilor articulare. Proprietățile terapeutice deosebite ale apei și nămolului au fost certificate în urma efectuării unor teste și analize de calitate în laborator.
Băile Sărate Jabenița este o microstațiune balneară reînființată în 1997 pe un teren de aproximativ 4 ha, într-o zonă liniștită, cu un peisaj apreciat de cei care o cunosc, aflat la intrarea în satul Jabenița.

## Analize chimice
Regia Autonomă "Apele Române", Filiala Teritorială Târgu-Mureș efectuează regulat analiza apelor în laboratorul de hidrochimie. Rezultatele obținute în analiza chimică din 5 august 1998 sunt următoarele:
1. Iod ... urme
2. pH .. 7,45
3. Suspensii totale .. -
4. Reziduu fix Mg/l 65700
5. Conductivitate electrică - 94000
6. Cl Mg/l 38640
7. So Mg/l 149,12
8. Ca Mg/l 180,4
9. Mg Mg/l 29,18
10. Alc P/carbonat Mg/l -
11. Alcalinitate Mg/l 8,1/494
12. Duritate D 31,92
13. Na Mg/l 23710,56
14. K Mg/l 3127,56
15. Nh Mg/l 11,20
16. No Mg/l 0,500
17. No Mg/l 10,00
18. F Mg/l 0,085
19. Po Mg/l 1,363

Analizele chimice dovedesc gradul accentuat de mineralizare al apelor cu săruri importante pentru efecte terapeutice. Rezultatele analizelor clasifică apele acestor lacuri în rândul celor mai concentrate ape cloro-sodice existente. Mineralizarea are un conținut constant de săruri, ceea ce constituie caracterul corespunzător al apelor pentru construirea unei stațiuni balneare.

## Cercetări privind exploatarea sării la Jabenița
Pentru a ilustra caracteristicile exploatării sării de la Jabenița, câteva extrase din două lucrări de cercetare despre sarea (sarea gemă) pe teritoriul României și în special al Transilvaniei.
Exploatarea tradițională a sării în Transilvania
Prima lucrare citată reprezintă Cercetarea etnografică privind exploatarea tradițională a sării în estul Transilvaniei, demarată de Muzeul Carpaților Răsăriteni în cadrul unui proiect multidisciplinar, realizat în colaborare cu Universitatea Exeter din Marea Britanie și cu mai multe muzee din țară, caută să răspundă unor întrebări neformulate și puțin atinse anterior în etnografia românească. Campaniile de cercetare cu caracter etnografic realizate în anii 2003 - 2005...
...Folosirea proprietăților curative ale apei și nămolului sărat în locul în care se află ele, prin săparea unor mici gropi lângă izvoare, în care se adună apa, formând ochiuri de apă sărată, cum ar fi de exemplu la Comănești, jud. Harghita, sau prin băi în lacurile cu apă sărată, neamenajate, cum ar fi de exemplu la Jabenița, lacul cu nămol aflat în locul numit “La Gurețe”...

#### Metodă de construcție a unei fântâni de sare de la Jabenița
O fântână de slatină se amenajează în general în mod asemănător cu cea de apă dulce. După stabilirea locului în care avea să se construiască fântâna, loc în care izvorul avea un debit mai mare, se săpa o groapă de adâncime considerabilă. În unele zone aceasta nu depășește 3 metri, din cauză că meșterii au dat de sare gemă și astfel s-au oprit. O astfel de fântână întâlnim la Ideciu de Jos, jud. Mureș. După săparea gropii, pe fundul acesteia, dacă nu se dă de sare gemă, se pune prundiș, pentru a filtra apa. De la fundul fântânii și până la suprafață pereții se acoperă cu scânduri, încheiate la colțuri în “pociungi” sau “șoși” de stejar. Între pereții de lemn ai fântânii și peretele de pământ se pune uneori prundiș, pentru a filtra apa care ar putea pătrunde în interiorul fântânii. Această tehnică de a construi o fântână de murătoare ne-a fost relatată de Cristea Toader (n. 1946, satul Jabenița) care a reamenajat fântâna părăsită de la marginea localității Jabenița...
Extrase din lucrarea Sarea și manifestările saline din zona Carpaților Răsăriteni.
...Ceva mai mare este numărul stațiunilor balneoterapeutice care utilizează apa sărată și nămolul sărat. Majoritatea lor sunt de interes local - Coștiui, Sărățel, Jabenița, Ideciu și numai două - Ocna Șugatag și Sovata sunt de interes național, ca stațiuni, dar ca potențial terapeutic, toate au o valoare ce depășește granițele României...
...Exploatări de sare la suprafață, exploatări arhaice de mici dimensiuni, au existat în majoritatea suprafețelor salifere. Microrelieful suprafețelor respective, cu numeroase excavații sau surpări (prăbușiri), ocupate azi de bălți, mlaștini cu apă dulce sau numai vegetație specifică unei umidități ridicate, prezente în sărăturile de la Coștiui, Ocna Șugatag, Figa, Jabenița, Orșova, certifică exploatarea antică, la suprafață, a sării în excavații cu diametre cuprinse între 4 și 15 m, iar adâncimi de până la 10 m; așa zisele “gropi de sare”...

## Galerie de imagini

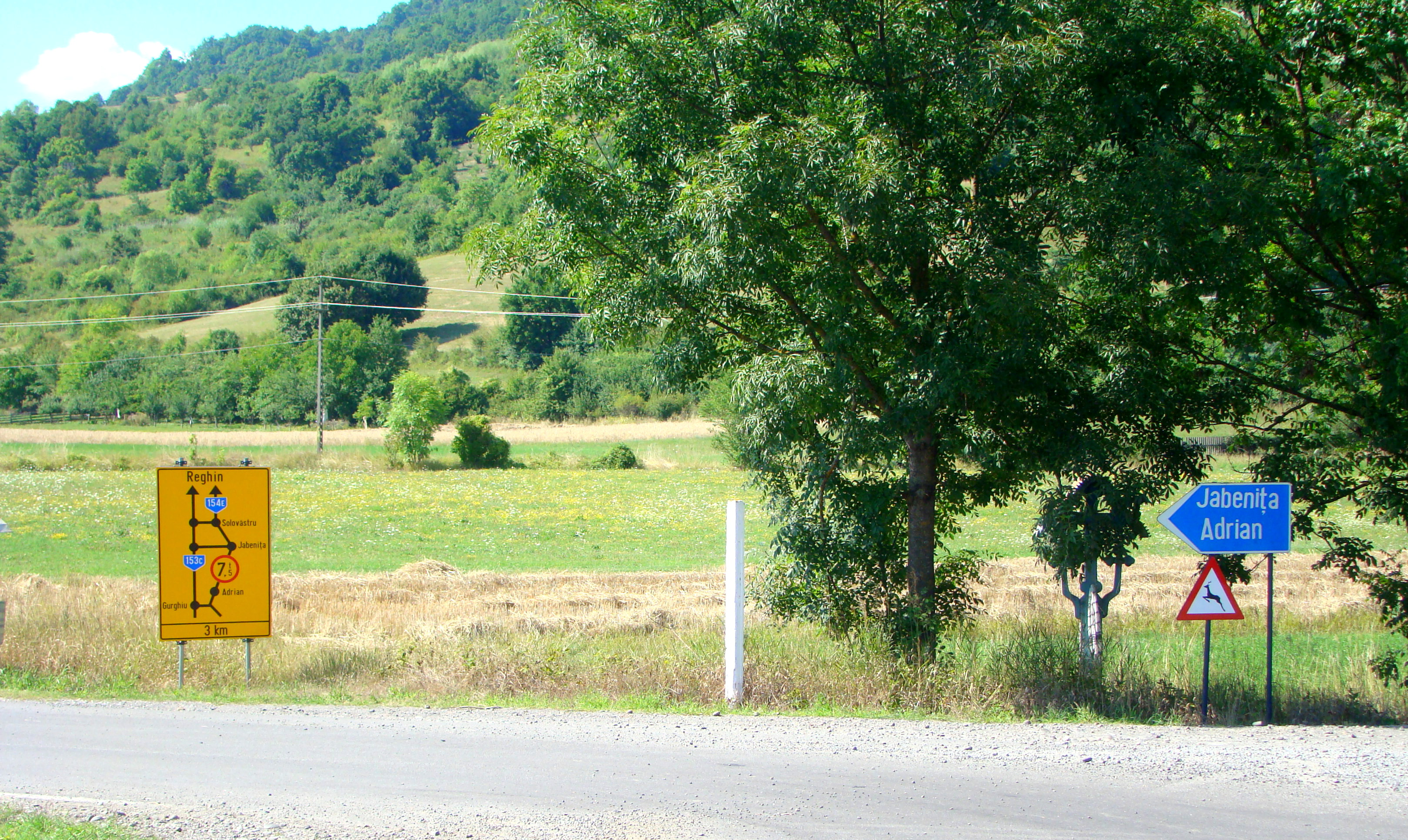
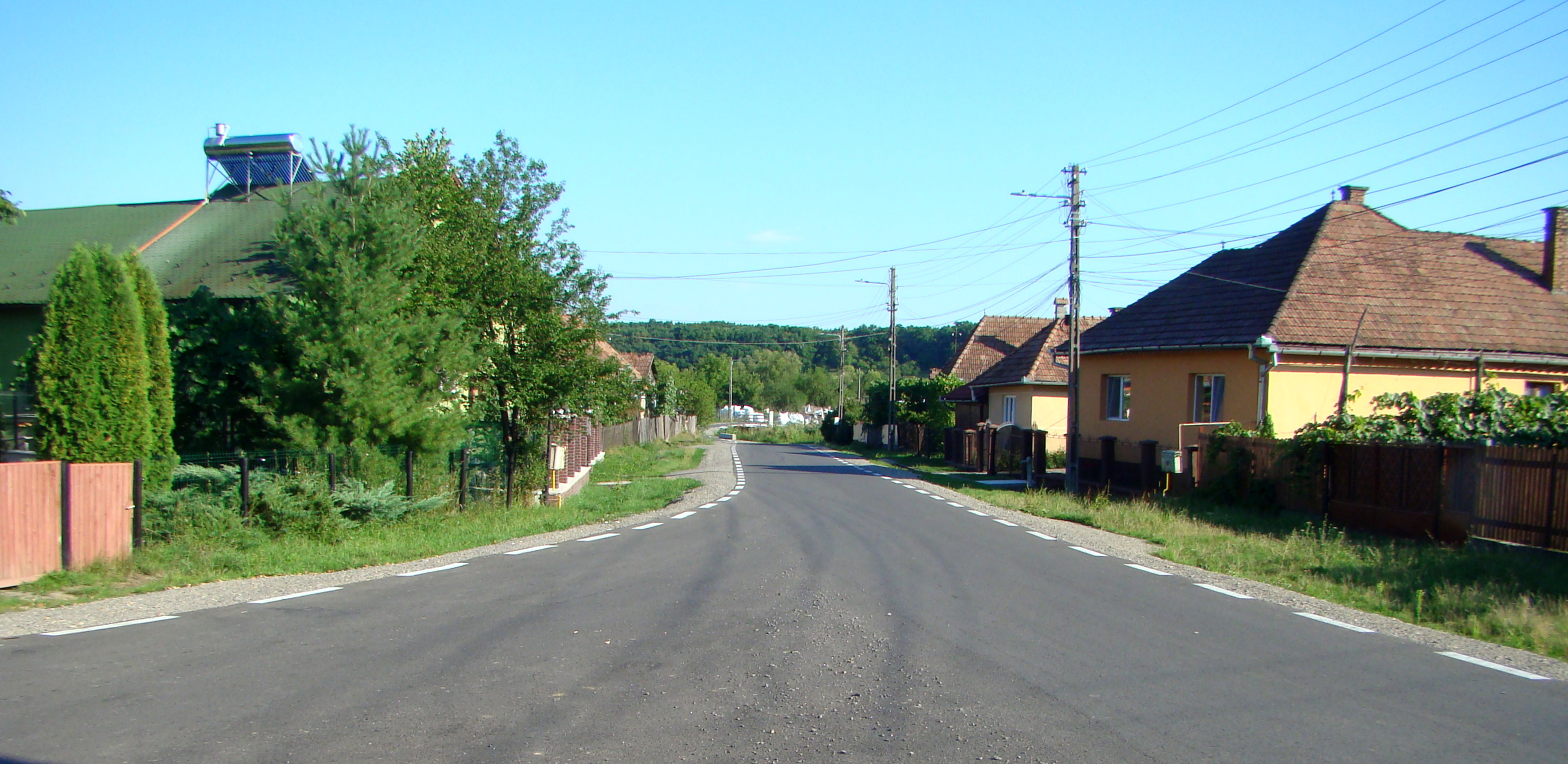
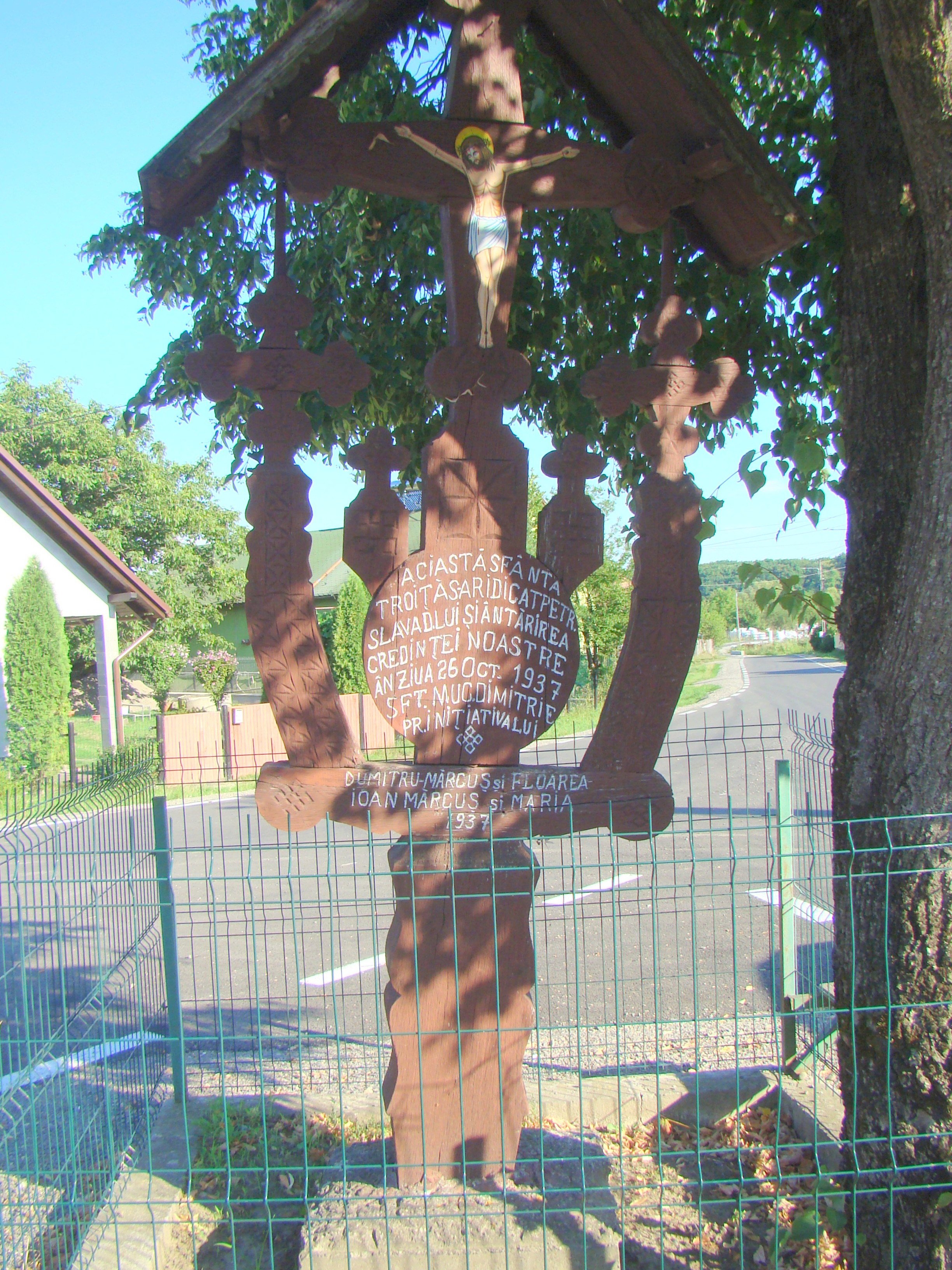
Troița
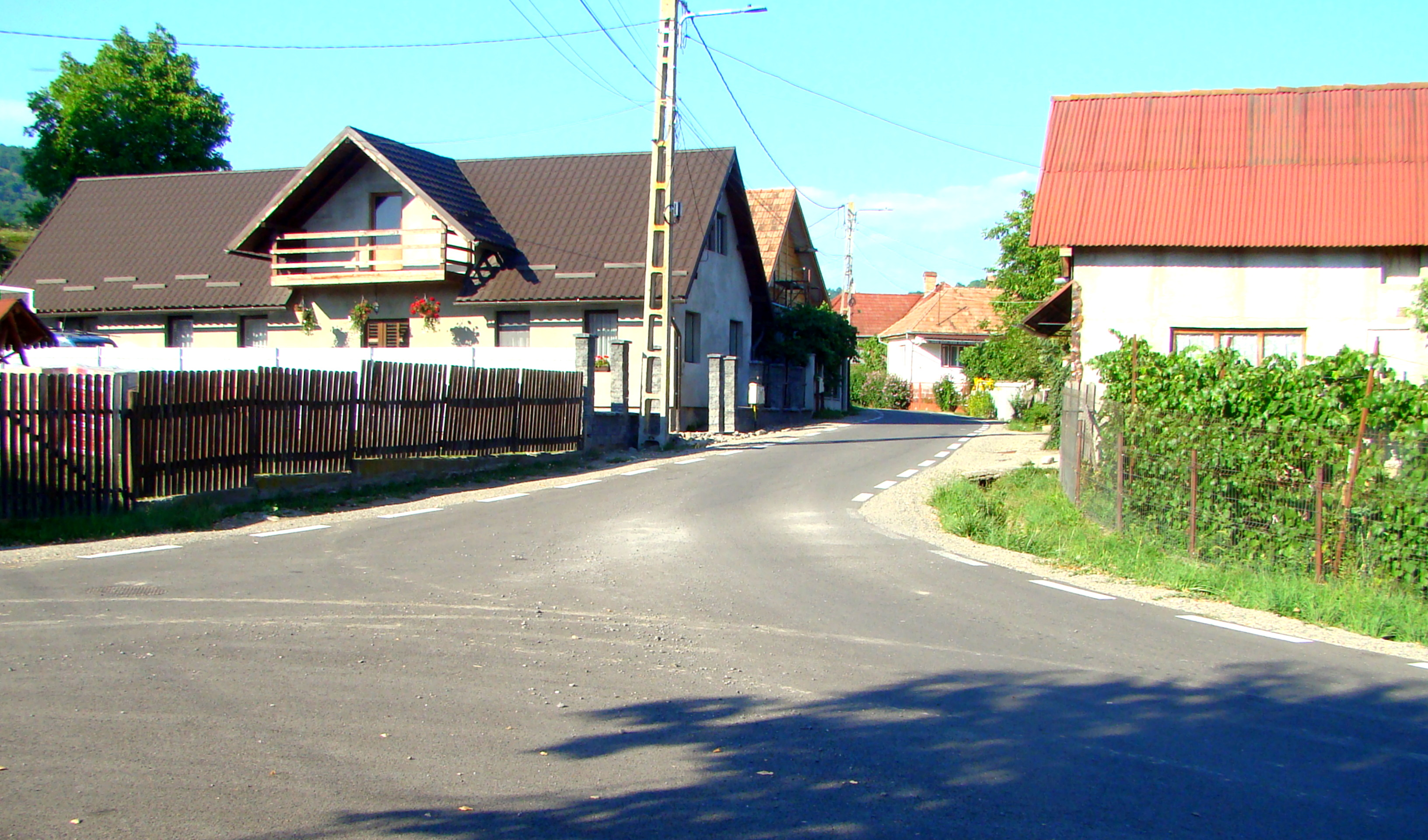
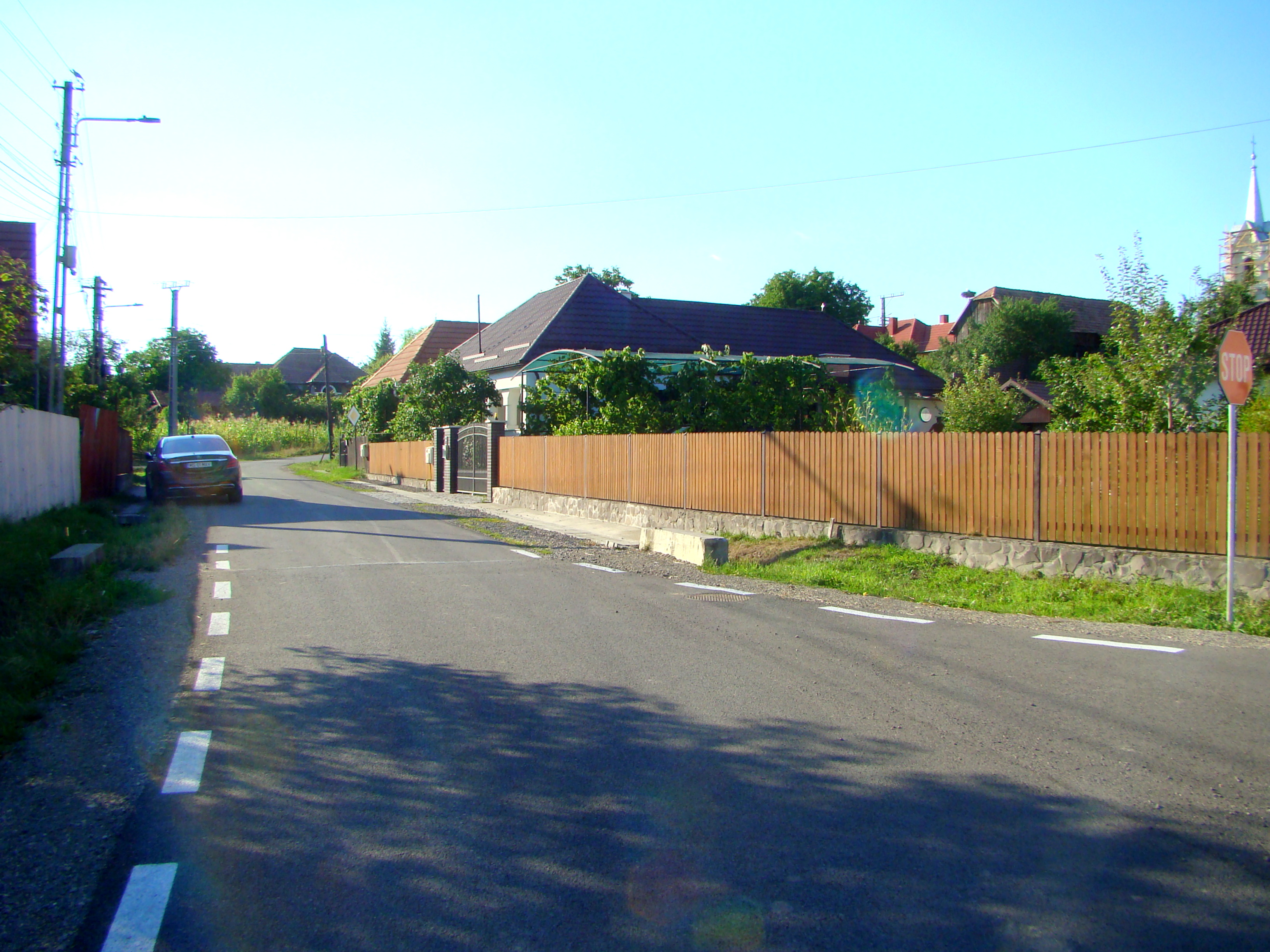
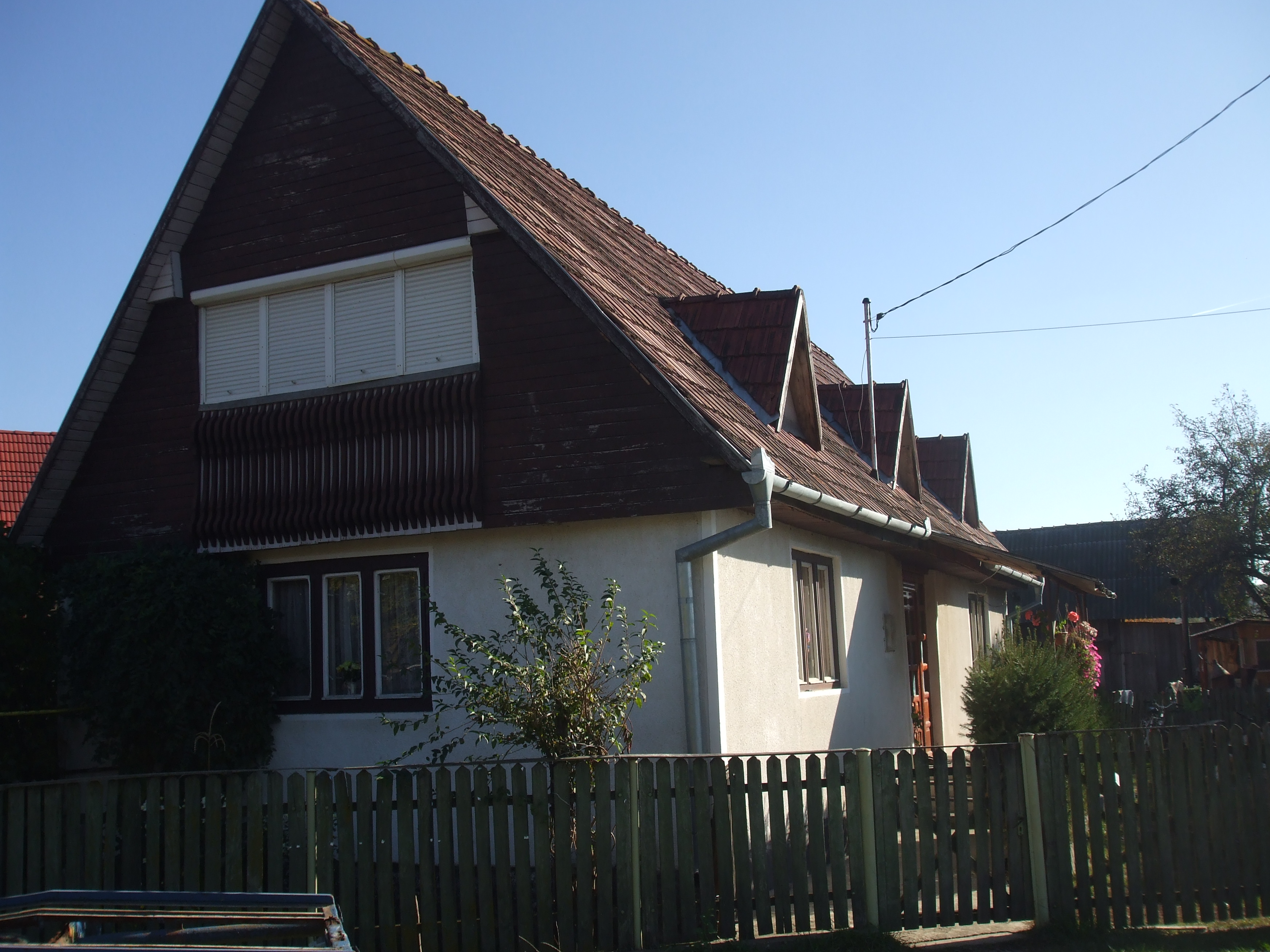
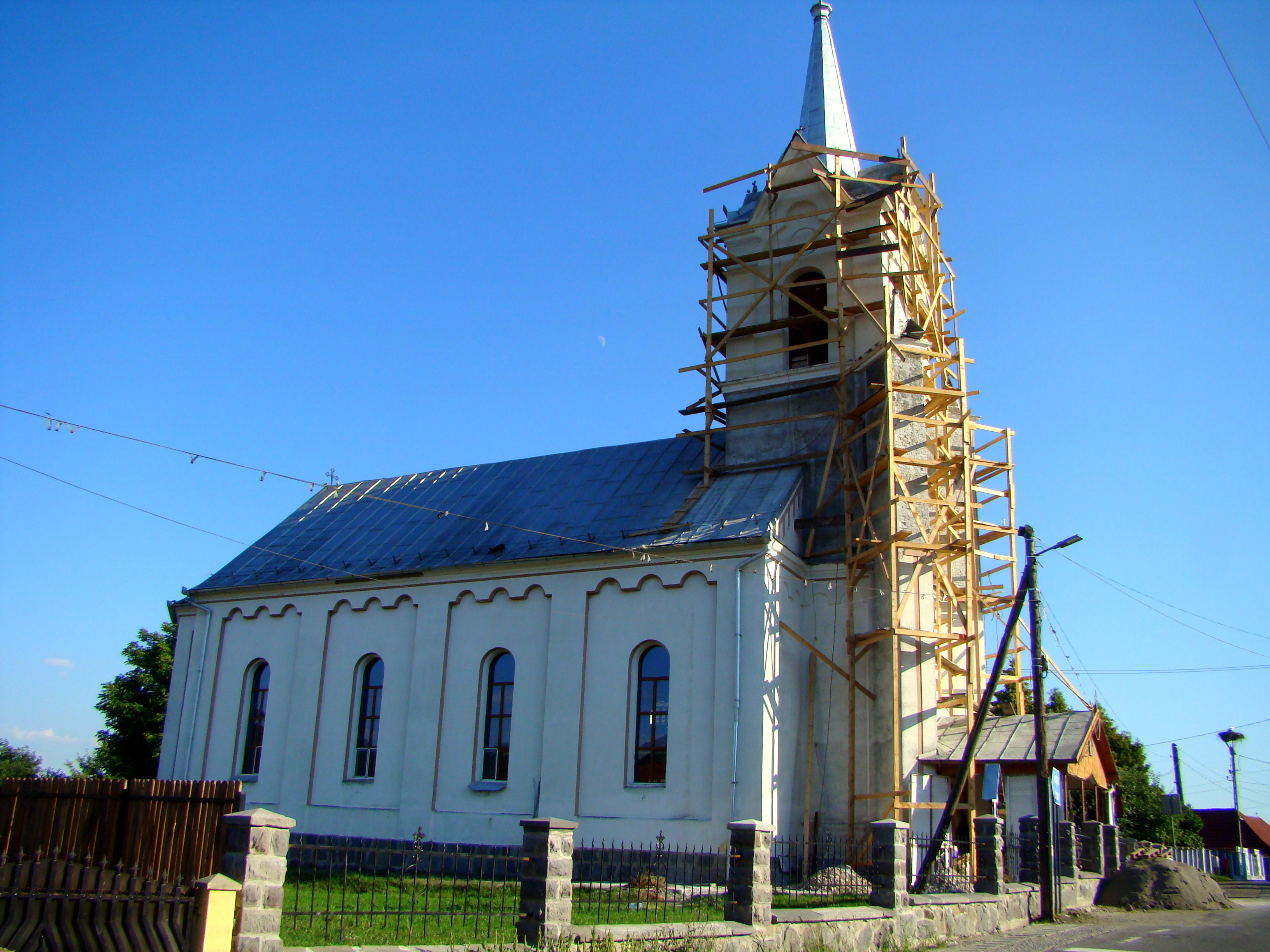
Biserica Adormirea Maicii Domnului
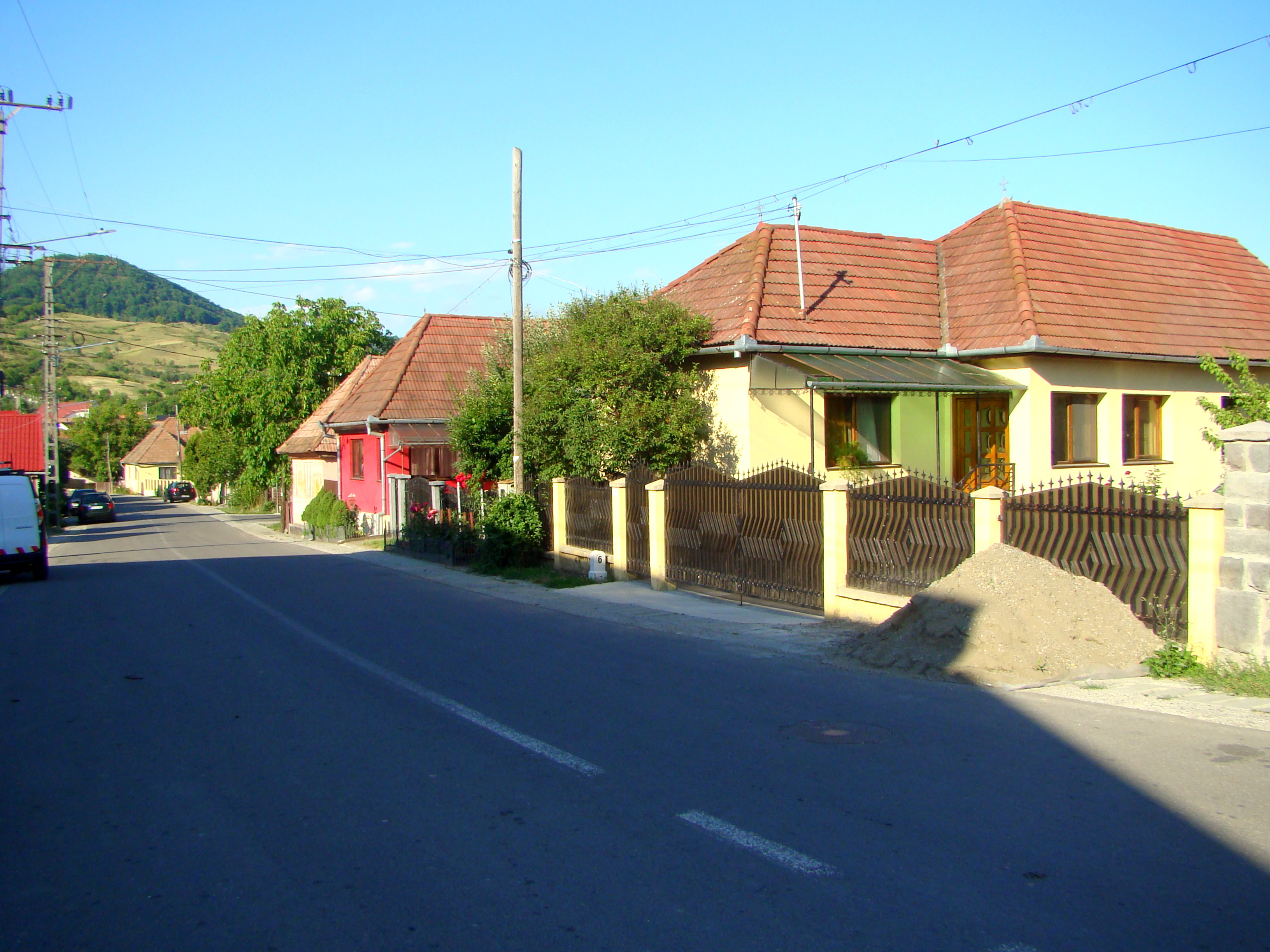
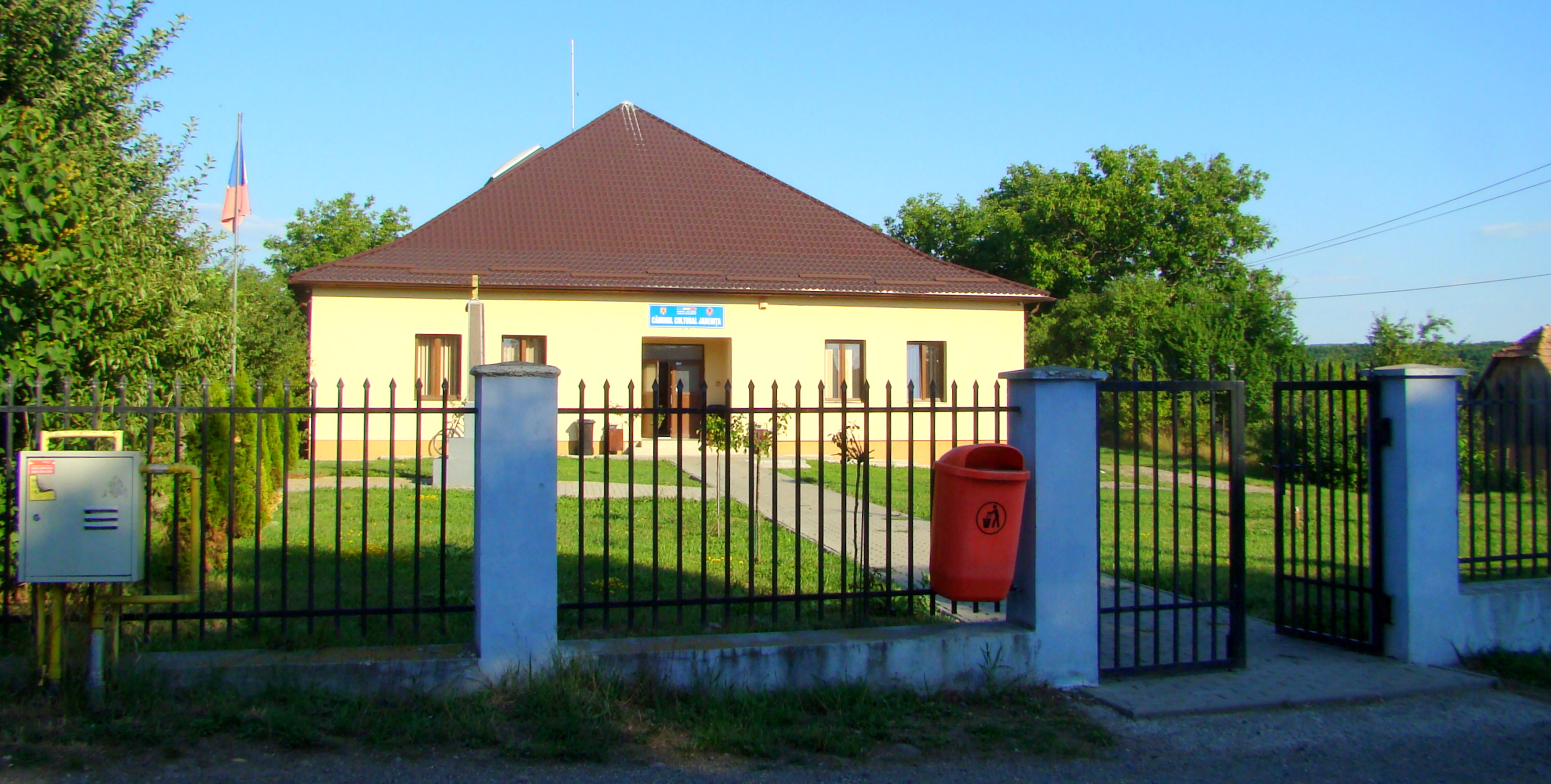
Căminul cultural
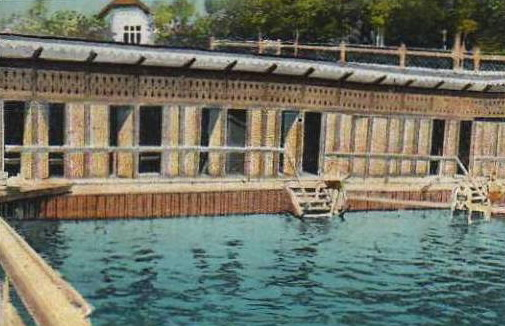
Jabenița (Băile Sărate la începutul sec. XX)